# Berești-Tazlău
Bereşti-Tazlău é uma comuna romena localizada no distrito de Bacău, na região de Moldávia. A comuna possui uma área de 68.00 km² e sua população era de 5805 habitantes segundo o censo de 2007.